# برونو لويس دي الميدا رودريغز
برونو لويس دي الميدا رودريغز (ولد في 9 سبتمبر 1984 في ريو دي جانيرو) هو مهاجم كرة قدم برازيلي قضى مُعظم مسيرته في نادي مادوريرا اسبورت.
لعب برونو مؤخرًا لنادي يوفينتود في الدوري البرازيلي وكذلك لنادي الرائد في دوري المحترفين السعودي.